# Mark Farnell
Mark Farnell (4 gennaio 1961) è un ex atleta paralimpico britannico.

## Biografia
Nato con la cataratta congenita, ha subito alcuni interventi agli occhi che lo hanno portato a una visione molto ridotta. Dopo la scuola, si è dedicato all'atletica leggera, approfondendo le sue possibilità e percorrendo le lunghe distanze. La sua preparazione è stata quasi da autodidatta perché, pur sostenuto da amici premurosi, non ha trovato nei club atletici sufficienti competenze ad accogliere un atleta con disabilità.
In campo internazionale ha esordito nel 1986, ai Mondiali IBSA di Göteborg. Alle Paralimpiadi è stato presente cinque volte: Seul 1988, Barcellona 1992, Atlanta 1996, Sydney 2000 e Atene 2004. In tutte le edizioni ha gareggiato nella maratona, ma ha ottenuto risultati pregevoli anche nei 5000 e nei 10000 metri piani. Il bilancio paralimpico di Farnell è di cinque medaglie d'arrgento e una d'oro, oltre a molte altre competizioni di livello europeo e mondiale.

## Palmarès
| Anno | Manifestazione     | Sede       | Evento            | Risultato | Prestazione | Note |
| ---- | ------------------ | ---------- | ----------------- | --------- | ----------- | ---- |
| 1988 | Giochi paralimpici | Seul       | 5000 m piani B3   | Argento   | 15'40"82    |      |
| 1988 | Giochi paralimpici | Seul       | Maratona B3       | Argento   | 2h40'44"    |      |
| 1992 | Giochi paralimpici | Barcellona | 5000 m piani B3   | Argento   | 15'27"02    |      |
| 1992 | Giochi paralimpici | Barcellona | Maratona B3       | Oro       | 2h41'00"    |      |
| 1996 | Giochi paralimpici | Atlanta    | 10000 m piani T12 | Argento   | 34'20"57    |      |
| 1996 | Giochi paralimpici | Atlanta    | Maratona T12      | Argento   | 2h52'46"    |      |
| 2000 | Giochi paralimpici | Sydney     | Maratona T13      | 7º        | 2h48'50"    |      |
| 2004 | Giochi paralimpici | Atene      | Maratona T13      | 12º       | 2h57'16"    |      |